# António de Oliveira Salazar
António de Oliveira Salazar (28. dubna 1889 Vimieiro – 27. července 1970 Lisabon) byl portugalský politik, který byl v letech 1932 až 1968 ministerským předsedou Portugalska, v roce 1951 krátce i jeho prezidentem. Byl zakladatelem a vůdčí osobností portugalského autoritářského konzervativního režimu Estado Novo (Nový stát).

## Biografie

### Dětství
Narodil se v malé vísce jménem Vimieiro do chudé rodiny rolníků. Jeho otec António de Oliveira se postupně propracoval na zajištěného obchodníka s pozemky a jeho matka Maria do Rosgate na majitelku pohostinství. To vše ovšem až v Salazarově mládí. V dětství žil se svými čtyřmi staršími sestrami v chudých poměrech, které ulehčovala jen pracovní píle rodičů a spořivost matky. António de Oliveira Salazar se roku 1889 narodil jako páté dítě a první i poslední syn. Jako malého ho i s ostatními sourozenci učila nejstarší sestra Marta, jelikož ve Vimieiru nebyla žádná škola. Jako syn měl António přednostní právo na vzdělání, a tak byl v sedmi letech poslán k jedinému vzdělanějšímu člověku v obci, a to k Josému Duartovi. Už tehdy se v prvním kolektivu žáků ukázalo, že je spíše tichý a zdrženlivý.
V deseti letech byl na přání matky poslán do katolické školy ve Viseu. Tam úspěšně složil přijímací zkoušky, ale i přesto se na rok vrátil do rodného domu, kde vypomáhal na poli. Ve stejné době se rodina finančně zmohla a António mohl nastoupit do přípravky semináře katolické školy, což učinil roku 1900. O rok později byl přijat do mariánské kongregace. V patnácti letech prožil první lásku s učitelkou Felisminou Glórií Oliveirou, s kterou se stýkal celých deset let.

### Mládí
Roku 1905 započal studium teologie. O dva roky později byl zvolen předsedou Rady mariánské kongregace. Školní rok ukončil s nejlepším prospěchem ze všech studentů. V roce 1908 poprvé napsal do tisku, jednalo se o čtrnáctideník A Folha, v článku kritizoval změnu hodnot a přeliv nálad z monarchismu na republikanismus. Poté se stal trvalým přispěvatelem listu. Psaní článků ho okouzlilo. Seminář opouštěl s vynikajícím prospěchem.

### Dospělost
Ačkoliv vystudoval církevní školu a kněžský seminář, stal se učitelem na Gymnáziu Svaté cesty ve Viseu. V tomto období se učil další jazyky, a to hlavně francouzštinu, dále angličtinu a němčinu. Také prohluboval své všeobecné vzdělání. Velmi ho ovlivnily encykliky papeže Lva XIII. Ty popisovaly myšlenky kritiky přehnané demokracie, nutnost náboženství a rodiny, vliv moudrého vůdce lidu, omezování osobních svobod ve prospěch celku, odsouzení komunismu, socialismu, ale i 'zednářského liberalismu', a další. V té době začal psát i do novin gymnázia Ozvěny ze Svaté cesty, kde začal vyjadřovat své vlastenecké a křesťanské názory. Po roce 1909 se jasně vymezil i proti republikanismu. Od téhož roku také začal pronášet projevy o velké historii Portugalska.
Při svém zaměstnání také studoval gymnaziální vzdělání, které roku 1910 úspěšně zakončil. V říjnu 1910 se zapsal na právnickou fakultu univerzity v Coimbře, kde studoval ekonomické právo. Učinil tak jen pár dní poté, co byla svrhnuta monarchie a vyhlášena republika. Při studiích na univerzitě se začal spojovat s organizací Akademické středisko křesťanské demokracie. Od roku 1912 začala v multi-ideologické společnosti s různými zájmy upadat euforie z nastolení republiky, v té době se Salazar aktivně zapojil do konzervativního tisku katolických studentů, který se nazýval Imparcial, v kterém studenti kritizovali radikály. Později téhož roku se stal prvním tajemníkem místopředsedy tohoto tisku. Také začal používat literární pseudonym "Alves da Silva".
Na podzim 1912 antiklerikální úřady zakázaly činnost Akademickému středisku křesťanské demokracie. Po protestech studentů, však byla činnost organizace po dvou měsících znovu povolena. Při oslavách Salazar pronesl svůj známý projev, v kterém vytyčil čtyři základní hodnoty: Bůh, vlast, svoboda a rodina. Právě tento projev ho dostal do předních pozic portugalských katolických aktivistů. V letech 1913 a 1914 byl stále aktivnějším a zarputilejším odpůrcem režimu. Kritizoval vzdělávací systém a volal po návratu autorit, řádu a míru, přičemž stále odmítal tyranii a potlačování občanských svobod. Roku 1914 na sjezdu Katolické mládeže přednesl téměř dvouhodinový projev Demokracie a církev, v kterém hájil křesťanství, svobodu vyznání a kritizoval antiklerikální politiku. Téhož roku bylo znovu zakázáno Akademické středisko. Ve stejném roce Salazar úspěšně zakončil svá univerzitní studia.
Po studiích se snažil získat místo učitele na univerzitě v Coimbra. To se mu podařilo v březnu 1916, stálý plat ho vyvedl z existenční krize, ve které se bez práce ocitl. Při svém novém zaměstnání, kdy přednášel o politické ekonomii a financích, se přestal stýkat s Akademickým střediskem a přestal psát do Imparcialu. O rok později obhájil svou disertační práci. V dubnu 1918 byl jmenován docentem, a také začal psát pro univerzitní tisk Bulletin právnické fakulty. Roku 1919 byl republikánskými orgány s dalšími docenty vyšetřován pro možnost rozvracení státu. V dubnu se prostřednictvím dopisu soudu přiznal, že je katolíkem, nikoli však monarchistou, a tak byl zproštěn obvinění.

## Politika

### Počátky
V prvních deseti letech republiky bylo Portugalsko stiženo ekonomickou krizí, anarchistickými útoky, monarchistickými pokusy o převrat, deziluzí z parlamentního systému a stálostí chudoby a extrémně vysoké negramotnosti. Salazar byl v té době spokojený se svou pozicí univerzitního učitele a o politické posty nestál. Avšak v křesťanské společnosti byl znám jako zarytý aktivista, a tak byl přesvědčován, aby roku 1921 kandidoval za hnutí Portugalské katolické středisko. Tlaku okolí nakonec povolil a kandidoval v tradičně konzervativním obvodu Guimarães. Podporu mu tehdy vyjádřil i exilový král Manuel II. Portugalský. Do parlamentu byl zvolen v červenci 1921. Tam získal funkce v rozpočtové, statistické a vysokoškolské komisi. Také byl zvolen předsedou vyšetřovací komise ministerstva kolonií. Jeho nevyžádaná kariéra politika skončila ještě v říjnu téhož roku, kdy se podařil jeden z vojenských převratů, který rozpustil parlament. Salazar se tím vrátil na svou univerzitu. Ovšem dříve nechtěná zkušenost s politikou ho nakonec přiměla přemýšlet o politické kariéře.
Roku 1922 pronesl projev na sjezdu Portugalského katolického střediska, kde vyjádřil ideu tradicionalistického republikanismu s velkým vlivem církve a nutností vytvořit z Katolického střediska plnohodnotnou politickou stranu. Poté se však znovu stáhl do Coimbry, kde se věnoval charitě. V roce 1924 začal psát ekonomické články do tisku Novinky. Téhož roku řečnil na Národním eucharistickém sjezdu, kde kritizoval demagogii, komunismus a pluralismus, naopak vyjádřil podporu myšlenkám zvýšení vlivu církve a přirozené hierarchie společnosti. Ovšem ve stejném roce odmítl kandidaturu do parlamentu v obvodě Viana do Castelo. Namísto toho odjel do Španělska studovat dopady režimu Prima de Rivery. O rok později pronesl projev na ostrově Madeira. Tam zmínil potřebu ideologizace společnosti, čímž začal více a více přemýšlet o autoritativním režimu, který by vyvedl Portugalsko z bídy a chaosu. V té době využíval již každé příležitosti k řečnění.

### Ministr financí
Dne 28. května 1926 vyvolal generál Manuel de Oliveira Gomes da Costa s armádou vojenský převrat, který vypukl na severu země. Dne 6. června armáda o 15 000 mužů vstoupila do Lisabonu, kde se chopila moci. Armáda pochopila, že pro řízení země bude lepší vláda odborníků, a tak povolala civilní ministry, post ministra financí byl nabídnut právě Salazarovi, který ho s rozpaky přijal. Nově nastolenou vládu armády však stále provázely nepokoje, generál Gomes da Costa navíc sám sebe prohlásil za hlavu státu a zavedl cenzuru. Salazar tak ještě během června podal demisi, jeho funkční období však oficiálně skončilo až v červenci. Generál Gomes da Costa byl za své jednání 10. července zatčen a poslán do vyhnanství na Azorské ostrovy. Novým vůdcem armády se stal generál António Óscar de Fragoso Carmona, který se stal i prezidentem republiky, v této funkci se udržel až do své smrti roku 1951.
V červenci téhož roku byl Salazar povolán do funkce předsedy finanční komise ministerstva financí, která především pracovala na daňových reformách. V listopadu pak zemřela jeho matka Maria. V letech 1927 a 1928 se věnoval psaní odborných ekonomických studií. V dubnu 1928 mu byla znovu nabídnuta funkce ministra financí, kterou po schválení své podmínky, že všechny rezorty s ním musí spolupracovat, přijal a 27. dubna 1928 se stal novým ministrem financí, kdy chtěl řadou dlouhodobých nepopulárních reforem vyvést zemi z krize.
V roce 1929 se navíc začal plně věnovat otázce kolonií, s jejichž pomocí chtěl posílit ekonomiku. Díky jeho úsporné politice Portugalsko téhož roku splatilo veškeré zahraniční dluhy. Již tehdy se naučil řešit konfliktní situace výhrůžkou podání demise, kterou prezident Carmona vždy odmítl přijmout. Kolektivní demise vlád Salazarův post nijak neohrožovaly. Naopak tím způsobem v roce 1930 získal mimo ministerstva financí i prozatímní správu nad ministerstvem kolonií. Při této příležitosti vytvořil Koloniální zákon, který nesl imperiální a ekonomické poselství. Poté, co byl zákon schválen, opustil ministerstvo kolonií. Svůj plán budoucnosti Portugalska, který později plně prosadil, nastínil ve svém projevu Správní diktatura a politická revoluce. Ve stejném roce byl u založení strany Národní svaz (União Nacional), která hlásala nacionalismus, pacifismus a korporativismus. Zemi, zasaženou Velkou hospodářskou krizí a opozičními útoky proti režimu, hrozily další pokusy o převrat. K těm došlo v roce 1931, čehož Salazar využil ke kritice existence opozice.

### Vrchol

#### Nástup k moci (1932)
Dne 5. července 1932 ho prezident António Óscar Carmona jmenoval ministerským předsedou. Téhož dne získal i post ministra nového ministerstva obrany. Po nástupu do funkce obnovil styky státu s církví. Také zorganizoval státní pohřeb zemřelému exilovému panovníkovi Manuelovi II. Nedlouho poté zemřel i jeho otec António. Zbytek roku připravoval novou ústavu, která vstoupila v platnost rokem 1933, tím vyhlásil takzvaný Estado Novo. Ústava vycházela z papežských encyklik Rerum novarum (Leo XIII, 1891) a Quadragesimo anno (Pius XI, 1931), jejichž cílem bylo zabránit třídnímu boji. Podporovala soukromé podnikání, potlačování monopolů a neúčelné konkurence, také zrovnopravňovala postavení občanů v Portugalsku a koloniích. Dále zdůrazňovala roli rodiny a korporativismu, základní školní docházka se stala povinnou. Přestože svoboda vyznání byla zaručena, katolická církev byla vyhlášena za "národní církev Portugalců". Funkce předsedy ministrů se transformovala do funkce předsedy Rady ministrů. Formálně měl nejvíce pravomocí prezident republiky. Ústava také obsahovala Salazarův Koloniální zákon z roku 1930. Novou ústavu bylo nuceno schválit prostřednictvím lidu, avšak volit mohli jen otcové rodin a hlasy těch, co se nedostavili k volbám byly automaticky brány jako souhlasné, díky tomu byla nová ústava přijata 99,5 % veřejnosti, i proto, že účast byla 60 % oprávněných voličů. Poté Salazar podal kolektivní demisi vlády a sestavil vládu novou, a to sobě loajální. Postupně zrušil antisystémové strany a jejich tisk, takto například byla zrušena fašistická strana Národní syndikalisté.

#### Nástup diktatury (1933–34)
V roce 1933 nechal založit tajnou policii, která měla bojovat s komunistickým nebezpečím. Policie politické a společenské ochrany používala zkratku PVDE (Polícia de Vigilância e Defesa do Estado), v letech 1945–1969 pak PIDE (Polícia Internacional e de Defesa do Estado). Její činnost vyústila ve značné represe disidentů, obzvláště těch napojených na mezinárodní komunistické hnutí nebo přímo na Sovětský svaz. Ke kritice komunismu připojil i kritiku fašismu a nacismu. K oponentům nového režimu patřili komunisté, liberalisté, anarchisté, demokraté i monarchisté. Časté revolty Salazar řešil tvrdými zásahy armády a policie.

#### Vliv španělské občanské války (1935–38)
Rok 1935 naznačoval příchod válečného konfliktu, proto se Salazar rozhodl podpořit tradiční spojenectví se Spojeným královstvím. Také nakoupil novou vojenskou výzbroj. Příštího roku se začala situace v sousedním Španělsku vyhrocovat, Salazar proto převzal ministerstvo války a vyhlásil politiku neintervence. V době občanské války ve Španělsku formálně vyhlásil neutrální postoj, ale ve skutečnosti podporoval nacionalistického a katolického vůdce Francisca Franka. Do Španělska se přes Portugalsko, přes oficiální zákaz, převážely zásoby a vojenská výzbroj. Válečné ohrožení Portugalska dalo proniknout fašistickým tendencím, vznikly fašizující organizace Portugalská mládež a Portugalské legie, které měly kulturně a s použitím síly chránit režim. Státní úředníci a organizace, byli nuceni podepsat sympatie s režimem a odsouzení komunismu. Také byly znovu přepsány školní osnovy, aby se staly ještě více zideologizovanějšími. 4. července 1937 bez jediného zranění přežil pokus o atentát.

#### Druhá světová válka (1939–45)
V březnu 1939 podepsal smlouvu o přátelství a neútočení s F. Frankem, který byl před brzkým vítězstvím. V dubnu téhož roku se Salazar odmítl připojit k Paktu proti kominterně. Po vypuknutí druhé světové války vyhlásil za Portugalsko neutralitu. V červnu 1940 podepsal se Španělskem deklaraci, v které Portugalsko vyhlásilo přísnou neutralitu a Španělsko "stav neútočení". Kvůli válce se vzdal postu ministra financí. V první polovině trvání války odmítal spolupracovat s jakoukoli válčící stranou, a to i přesto, že se ho snažily přesvědčit lichotkami i nátlakem. Například Spojené království se ho snažilo přesvědčit udělením čestného doktorátu práv z Oxfordské univerzity. V prosinci 1941 australské a holandské jednotky obsadily Portugalský Timor, v únoru 1942 Timor dobyli Japonci. Proti oběma vpádům do kolonie Salazar tvrdě protestoval.
V srpnu 1943 dovolil britským jednotkám využívat Azorské ostrovy, které byly strategickým bodem ve válce o Atlantik. Roku 1944 proti sobě Salazar nejdříve poštval Američany, když jim odmítl povolit využívání Azorských ostrovů, a poté i Brity, když stále odmítal zrušit dovoz wolframu nacistickému Německu. Situaci vyřešil tak, že Američanům poskytl Azorské ostrovy výměnou za osvobození Portugalského Timoru a druhý problém tím, že zrušil vývoz surovin do všech válčících zemí. V září 1944 opustil post ministra války.
Po celou dobu války byla na neutrální Portugalsko uvrhnuta blokáda. Režim proto zavedl státem řízené hospodářství a přídělový systém. Prohlubování hospodářské krize vyvolalo řadu stávek. Také se zaktivovala komunistická a demokratická opozice, které ovšem kvůli vlastním rozporům nezískaly dostatek síly k akci. Nejblíže svému konci byl Salazar na počátku roku 1945, kdy nový rozpočet ukázal omezení financí na platy vojáků, což vedlo k nespokojenosti armády. Ještě koncem ledna Salazar schválil zvýšení platů důstojníkům a úředníkům, čímž byla státní krize zažehnána.

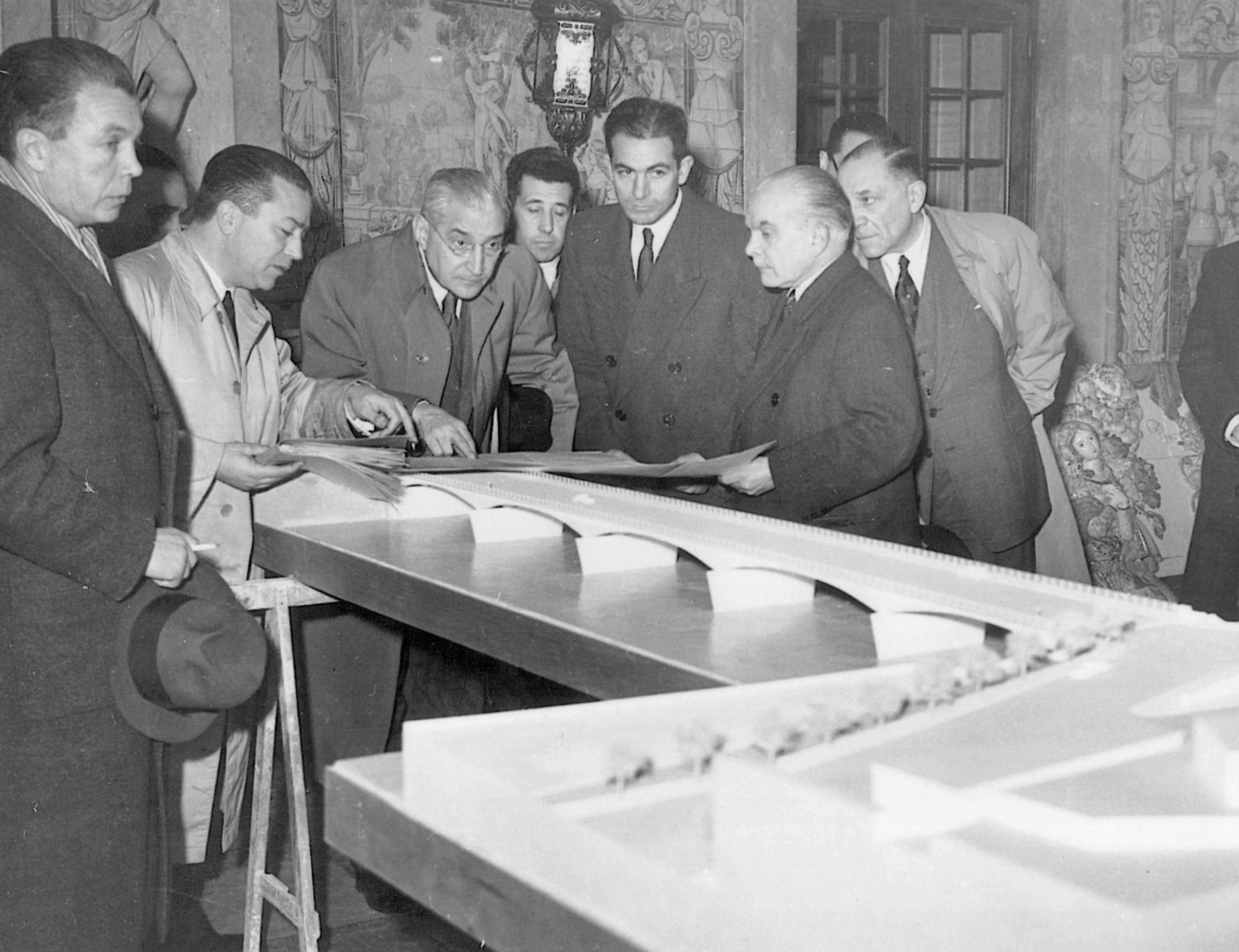
António de Oliveira Salazar schvaluje vzhled nového mostu v Coimbře.

#### Poválečný vývoj (1946–1968)
Konec druhé světové války donutil Salazara k drobným reformám režimu, proběhlo lehké zdemokratizování voleb a byla propuštěna část politických vězňů. Avšak v průběhu dalších let proběhly nové vlny zatýkání, a to především komunistických aktivistů. V domácí politice bylo nutné podpořit rozvoj, zakládaly se nové školy a nemocnice, proběhla demokratizace cen a modernizace zemědělství.
Poválečný vývoj vedl svět k rozdělení na „Západ" a „Východ", Portugalsko pro svou polohu i ideologii bylo ve sféře vlivu „Západu". Salazar proto podporoval poválečné spojenectví se Spojeným královstvím a USA. Roku 1946 se snažil Portugalsko připojit k OSN, ale Sovětský svaz byl tvrdě proti. V srpnu 1948 Portugalsko přijalo Marshallův plán. V dubnu 1949 se pod Salazarovým vedením stalo členem NATO, které zajišťovalo spojenectví a bezpečnost. Roku 1950 souhlasil s podpisem Deklarace lidských práv.
Rok 1951 byl ve znamení nové volby prezidenta, jelikož zemřel dosavadní prezident maršál Carmona. Národní svaz do nových voleb nominoval generála Francisca Craveira Lopese, který kvůli absenci protikandidáta zvítězil. Salazar pokračoval ve snaze připojení k OSN. Aby splnil požadavek OSN na dekolonizaci, vytvořil z kolonií provincie Portugalska, čímž vytvořil jednotný multikontinentální stát. Jelikož byl režim založen na velikosti kolonií, Salazar za žádnou cenu nechtěl přistoupit na dekolonizační trend. V prosinci 1955 byla schválena přihláška Portugalska do OSN. V lednu roku 1957 OSN neuznalo status portugalských zámořských provincií, což vyvolalo aktivizaci osvobozeneckých hnutí v Angole, Mosambiku a Guinea-Bissau. Stále také trval spor mezi Portugalskem a Indií o oblasti Portugalské Indie.
V červnu 1958 byl zvolen novým prezidentem kandidát Národního svazu loajální admirál Américo Thomaz. Nejsilnější protikandidát opoziční generál Humberto da Silva Delgado nařkl režim, a tím především Salazara, ze zmanipulování voleb, avšak nejspíše oprávněně. Za tuto kritiku si vysloužil zbavení funkcí a hodností. Společnost, již silně unavená Salazarovým stagnujícím režimem, se rozhodla naplno projevit nesouhlas v řadě stávek, demonstrací a pokusech o převrat. I přes nepokoje Salazar v roce 1959 obdržel čestný doktorát filosofie z univerzity v Coimbře. Po rozvratné situaci po prezidentských volbách se rozhodl zrušit přímou volbu prezidenta a tuto pravomoc přenechal volitelům. V prosinci 1959 pak Portugalsko připojil k organizaci EFTA. Roku 1960 podpořil další rozvoj Portugalska připojením k MMF a Mezinárodní bance pro obnovu a rozvoj.
V posledních deseti letech své vlády vedl předem prohraný boj o kolonie, také o udržení stagnujícího režimu, který se sám vyčerpal. Stále silnější opoziční hlasy volaly po jeho odvolání, on je však vždy s pomocí armády umlčel. Zachování koloniálního impéria v období dekolonizace ničilo i zahraniční spojenectví režimu. Salazar tím ztrácel stále více spojenců.

## Smrt a odkaz

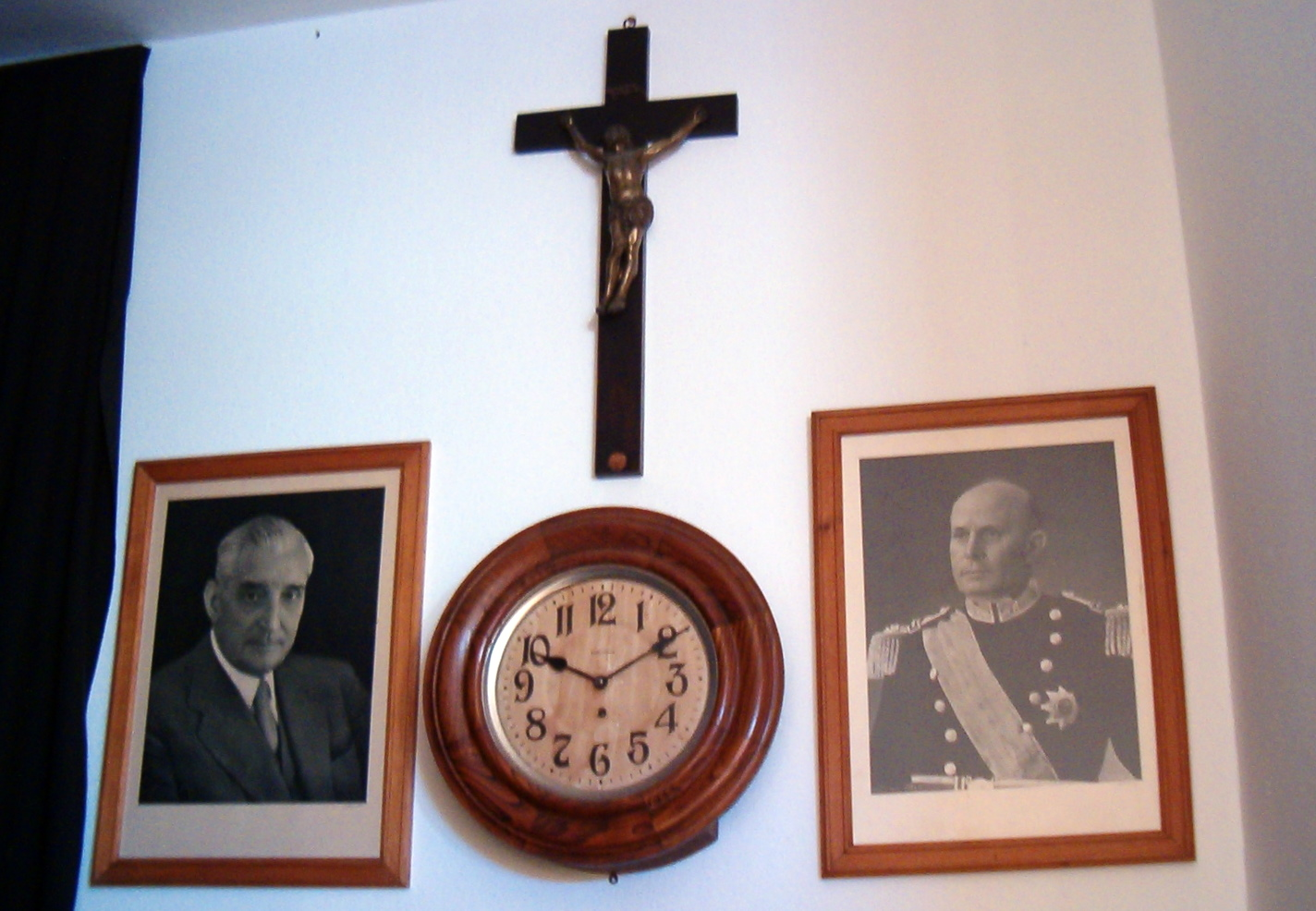
Symboly režimu Estado Novo. (1958–1974)

V roce 1968 utrpěl závažné zranění mozku po pádu z lehátka. Úspěšně mu byl odstraněn cerebrální hematom, avšak brzy poté utrpěl mozkovou příhodu, která mu nedovolovala pokračovat v práci. Prezidentem Américem Thomazem byl zbaven funkce předsedy Rady ministrů a byl nahrazen Marcellem Caetanem. António Salazar zemřel 27. července 1970 v Lisabonu, kde se konalo i poslední rozloučení, po kterém bylo jeho tělo převezeno do jeho rodné obce Vimieiro u města Santa Comba Dão, kde byl i pohřben.
Režim Nového státu byl autoritativní a vycházel zejména z Katolického sociálního učení, podobně jako Dollfussův režim v Rakousku 30. let. Základem ekonomického systému bylo korporativní uspořádání, které vycházelo z papežských encyklik Lva XIII. (např. Rerum novarum). Tento systém měl předejít třídnímu boji ve společnosti prostřednictvím korporativismu a nacionalismu, přesto je portugalský režim často nepřesně posuzován jako fašistický. Režim byl také postaven na historické velikosti portugalského impéria.
Salazar za své vlády zavedl povinnou školní docházku, čímž v nových generacích vymýtil negramotnost. Nechal stavět nemocnice a přehrady, také modernizoval zemědělství a podporoval vědu. Ačkoliv se během jeho čtyřicetileté vlády životní úroveň Portugalců ztrojnásobila, byla stále nízkou oproti západním zemím. Salazarismus totiž hlásal duchovno před materiálnem. Sám Salazar, jako vzor, po celý svůj život nehromadil majetek a zemřel chudý. Odsuzoval rasismus, a proto také zrovnoprávnil občany v koloniích. Z ideologií bojoval proti komunismu a kritizoval i demokracii s parlamentním systémem. Zpomaloval industrializaci a prosazování liberálních myšlenek, i proto celou éru vlády provázely občanské nepokoje.
V roce 2007 byl v televizním pořadu Os Grandes Portugueses zvolen se ziskem 41 % hlasů Největším Portugalcem, který kdy žil.

## Vyznamenání
- velkokříž Řádu svatého Jakuba od meče – Portugalsko, 5. dubna 1929[3]
- velkokříž Řádu koloniální říše – Portugalsko, 21. dubna 1932[3]
- velkokříž Řádu věže a meče – Portugalsko, 28. května 1932 (stal se tak prvním civilistou, který obdržel toto ocenění)[3][4]
- velkokříž s řetězem Řádu Isabely Katolické – Španělsko, 1939
- velkokříž s řetězem Řádu Alfonsa X. Moudrého – Španělsko, 1949
- velkokříž Záslužného řádu Spolkové republiky Německo – Německo, 1953
- velkokříž s řetězem Řádu prince Jindřicha – Portugalsko, 4. října 1968[3]